# سیارک ۶۶۶۹
سیارک ۶۶۶۹ (به انگلیسی: 6669 Obi، نامگذاری:1994JA1) شش هزار و ششصد و شصت و نهمین سیارک کشف شده‌است که در ۵ مه ۱۹۹۴ کشف شد.
قدر مطلق سیارک برابر ۱۲٫۸۰ است.